# Curtiss V-1570

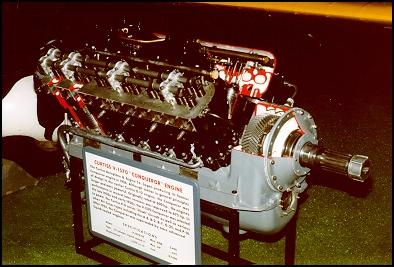
Curtiss V-1570 Conqueror

Der Curtiss V-1570 „Conqueror“ war ein V-12-Zylinder-Flugmotor des US-amerikanischen Herstellers Curtiss.

## Geschichte
Das Triebwerk war ein mit einem Luftschraubenuntersetzungsgetriebe ausgerüsteter flüssigkeitsgekühlter V-12-Motor, der auf Basis des Curtiss D-12 entwickelt worden war. Zunächst wurde der Curtiss V-1550 gefertigt, der jedoch nicht befriedigte. Dann wurde dieses Triebwerk zum V-1570 weiterentwickelt. Die Produktion des von Arthur Nutt konstruierten und zunächst 600 PS leistenden Triebwerks wurde 1926 aufgenommen.
Wesentlich für den V-1570 war die Möglichkeit der Kühlung mit Ethylenglycol. Dies ermöglichte es, die Kühlmitteltemperatur zu erhöhen und so durch die größere Temperaturdifferenz zur Kühlluft die Kühlerfläche zu verkleinern, was wiederum den Luftwiderstand verringerte. 1927 wurde ein solches Triebwerk erstmals bei den National Air Races eingesetzt und belegte – in eine Curtiss P-6 eingebaut – auf Anhieb einen zweiten Platz. Erst ab der Produktionsvariante V-1570-23 war die Glycolkühlung jedoch serienreif.
Das Triebwerk wurde unter anderem in der Curtiss A-8, der Curtiss B-2 und der Douglas XB-7 verwendet und sollte um 1930 die Mehrzahl der amerikanischen Militärmaschinen antreiben. Das bekannteste Flugzeug war das Dornier Do X Flugschiff mit 12 Motoren.
Im April wurden sämtliche noch im Einsatz stehenden Curtiss P-6 mit einer Version des V-1570 ausgerüstet, die über einen Turbolader von General Electric verfügten. 
Das Triebwerk sollte auch in der Tupolew ANT-13 verwendet werden. Es gab Verhandlungen, dieses Triebwerk auch in der UdSSR in Lizenz zu bauen. Die Verträge kamen jedoch nicht zustande.
Die Produktion endete 1935, als leistungsfähigere Triebwerke zur Verfügung standen. Es war das letzte flüssigkeitsgekühlte Triebwerk, das von Curtiss-Wright gefertigt wurde.

## Technische Daten (V-1570-59)
- Hubraum: 25,7 l
- Leistung: 504 kW (686 PS) bei 2450/min
- Literleistung: 19,6 kW (26,7 PS)/l